# Gerard Panhuysen
Gerard Willem Augustinus ("Gerard") Panhuysen (Asten, 20 januari 1903 - Heerlen, 5 maart 1991) was een Nederlands archivaris en historicus. Hij werkte onder andere als rijksarchivaris in Limburg te Maastricht. Hij zorgde onder meer voor een ruimere huisvesting van het archief en was een van de drijvende krachten achter de totstandkoming van de Archiefwet van 1962. Panhuysen publiceerde diverse wetenschappelijke artikelen over de geschiedenis van Limburg en Maastricht.

## Biografische schets
Gerard Panhuysen werd in 1903 geboren in het Noord-Brabantse Asten als zoon van de arts Vincentius Antonius Hubertus Panhuysen (1870-1918) en diens echtgenote Marie Annette Hubertine Sassen (1875-1951). Hij groeide op in het Zuid-Limburgse Kerkrade, waar hij de lagere school doorliep. Zijn middelbare schoolopleiding volgde hij aan het Bisschoppelijk College in Roermond, waar hij in het internaat verbleef. Na het behalen van zijn eindexamen studeerde hij geschiedenis aan de Rijksuniversiteit Utrecht. Hier had de van oorsprong Limburgse priester-hoogleraar Jos. Schrijnen (1869-1938) grote invloed op Panhuysen, met name op zijn keuze voor de archiefwetenschap. Kort na zijn doctoraal keerde hij terug naar de streek waar hij was opgegroeid, waar hij een vaste aanstelling kreeg als archivaris in Maastricht.
In 1929 trouwde hij met de Nijmeegse docente klassieke talen Marietje Oomen (1903-2001), die hij tijdens zijn studie in Utrecht had leren kennen. Met haar kreeg hij negen kinderen. Het gezin woonde enige tijd aan de Scharnerweg en verhuisde daarna naar het Huis De Torentjes in het bij Maastricht behorende dorp Sint Pieter.
Na zijn pensionering verhuisden Panhuysen en zijn vrouw naar de buurtschap Kasen bij Bunde. Hij overleed op 5 maart 1991 op 88-jarige leeftijd in Heerlen. Vier dagen later vond de uitvaart plaats in de kerk van Sint-Pieter boven, gevolgd door de begrafenis op het kerkhof van Sint Pieter.

## Loopbaan
In 1929 werd Panhuysen benoemd tot chartermeester aan het Rijksarchief in Limburg (RAL). De eerste jaren op het archief werkte hij tevens aan zijn proefschrift Studiën over Maastricht in de dertiende eeuw, waarop hij in 1933 aan de Rijksuniversiteit Groningen promoveerde. In datzelfde jaar overleed de rijksarchivaris in Limburg, dr. Willem Goossens (1869-1933). Panhuysen nam daarna de functie van rijksarchivaris waar. Pas na zes jaar  werd hij in 1939 officieel benoemd. Inclusief de periode van waarneming, was hij 35 jaar rijksarchivaris in Limburg (1933-1968). Gedurende deze periode werden met name de archieven van het departement van de Nedermaas (1794-1814), van het Provinciaal Bestuur (1814-1913) en de zogenaamde 'nieuwe rechterlijke archieven' (1794-1842) toegankelijk gemaakt voor historisch onderzoek.
Een van zijn voornaamste successen bij het RAL was het tot stand brengen van een geheel nieuw onderkomen. Het Rijksarchief was sinds 1881 gevestigd in de Oude Minderbroederskerk aan de Sint Pieterstraat, maar deze ruimte was na een halve eeuw volkomen ontoereikend geworden. Na veel getouwtrek konden vanaf 1939 ook de kloostervleugels van het complex gerestaureerd en deels herbouwd en uitgebreid worden, waarna het archief hier in 1941 zijn intrek kon nemen. Omstreeks diezelfde periode kreeg het in de crisisjaren permanent onderbezette archief versterking van de chartermeester Herman Hardenberg (1901-1976), die later algemeen rijksarchivaris zou worden. In 1946 vertrokken zowel Hardenberg als dr. Frans Nuyens s.j. (1908-1982), die eveneens chartermeester was, en werd voor het eerst een vrouw in die functie benoemd, dr. Elisabeth Nuyens (1910-2008), de jongere zus van Frans Nuyens.
Van 1934 tot 1971 was Panhuysen tevens provinciaal inspecteur der archieven. In die hoedanigheid zorgde hij ervoor dat in Limburg circa honderd archiefbewaarplaatsen tot stand kwamen en dat 65 gemeentelijk archieven werden geïnventariseerd. Hij was zeer actief in de Vereniging van Archivarissen in Nederland (VAN). Als voorzitter van deze vereniging (1953-1961) leverde hij een belangrijke bijdrage aan de herziening van de Archiefwet, die in 1962 zijn beslag kreeg.

## Overige activiteiten
Panhuysen was jarenlang bestuurslid van Limburgs Geschied- en Oudheidkundig Genootschap (LGOG) (1946-1963). Gedurende deze periode was hij tevens lid van de (gezamenlijke) redactiecommissie van De Maasgouw en de Publications de la Société Historique et Archéologique dans le Limbourg, vanaf 1947 als secretaris. Daarnaast was hij lid van de redactie van de boekenreeks 'Maaslandse Monografieën' van het Sociaal Historisch Centrum voor Limburg (SHCL) en LGOG. Van datzelfde SHCL was hij in 1949 mede-oprichter.
Panhuysen interesseerde zich zowel voor natuur- als erfgoedbehoud, met name binnen de Maastrichtse context. In de jaren 1940 was hij betrokken bij een project waarin de vogelstand van zangvogels in de regio Maastricht werd bijgehouden. In 1949 was hij mede-oprichter van de Belgisch-Nederlandse Wetenschappelijke Commissie ter bescherming van de Sint-Pietersberg. In hetzelfde jaar publiceerde hij het artikel 'De vernietiging van de Sint Pietersberg' in De Maasgouw. Toen het behoud van de monumentale watermolen Pesthuys in het geding kwam, zette Panhuysen zich in voor het behoud daarvan. Van 1948-1950 was hij lid van de Commissie Victor de Stuers Herdenking 1950, die tot doel had de herinnering aan de grote monumentenbeschermer levend te houden.
Panhuysen was enige tijd gemeenteraadslid in Maastricht voor de Roomsch-Katholieke Staatspartij.

## Eerbewijzen, nalatenschap

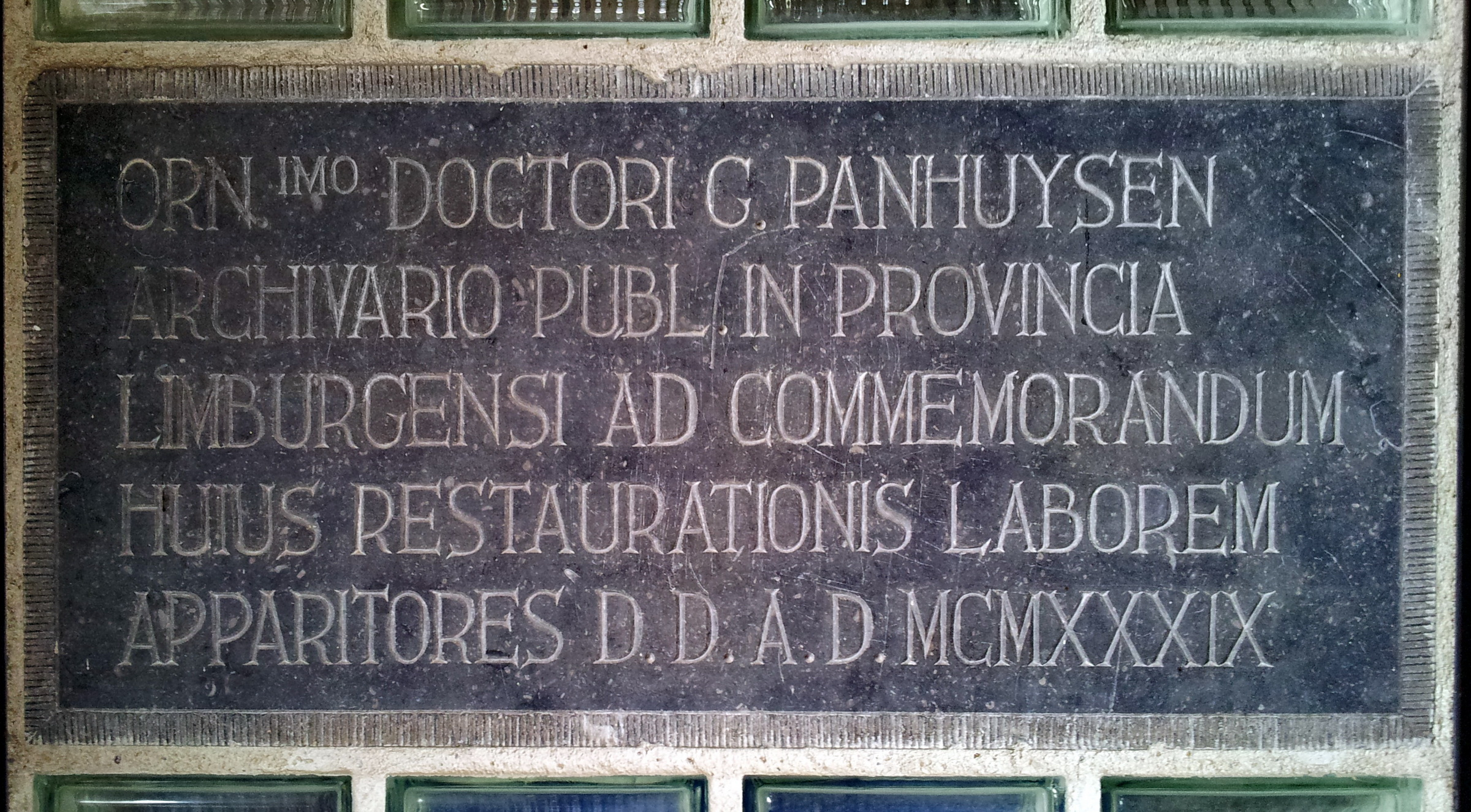
Gedenksteen voor dr. G. Panhuysen, rijksarchivaris in Limburg, 1933-1968

- Gerard Panhuysen was officier in de Orde van Oranje-Nassau.[11] Bij zijn afscheid als rijksarchivaris in 1968 werd hij erelid van LGOG. In 1971 ontving hij de gouden legpenning van de Provincie Limburg. In 1978 werd hij erelid van de VAN.[1]
- Na zijn dood verschenen in memoriams in onder andere De Limburger, Limburgs Dagblad, De Maasgouw en Publications.[12]
- Panhuysen liet zijn persoonlijk archief na aan het Rijksarchief in Limburg, thans RHCL, waar het 3,6 m in beslag neemt.[7]
- Na de recente restauratie van het Oude Minderminderbroedersklooster (1987-1996) werd in het gebouw een gedenksteen onthuld voor Gerard Panhuysen, de gangmaker achter de eerdere restauratie.

## Bibliografie (selectie)

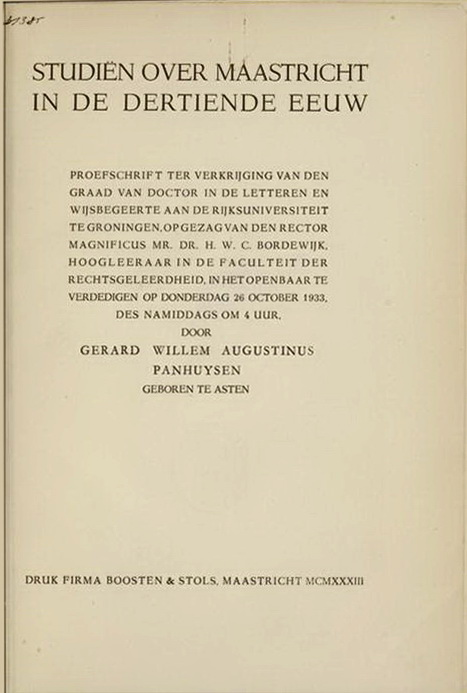
Titelpagina dissertatie (1933)